# Juliane Schiel
Juliane Schiel (* 16. November 1976 in Filderstadt) ist eine deutsche Historikerin.

## Leben und Wirken
Juliane Schiel studierte Geschichte und Französisch an der Ruprecht-Karls-Universität Heidelberg (1997–1999), am Jesus College der Oxford University (1999–2000) und an der Humboldt-Universität zu Berlin (2000–2004). Sie war Stipendiatin des Evangelischen Studienwerks Villigst (1999–2004). Das Erste Staatsexamen für das Gymnasiallehramt legte sie 2004 ab. Schiel war ab 2005 wissenschaftliche Mitarbeiterin am Lehrstuhl für Mittelalterliche Geschichte I der Humboldt-Universität zu Berlin. Sie war Koordinatorin des DFG-Schwerpunktprogramms 1173 „Integration und Desintegration der Kulturen im europäischen Mittelalter“ (2005–2008). Schiel wurde 2010 promoviert mit der von Michael Borgolte betreuten Arbeit Vom Geschehen zum Ereignis. Dominikanische Erzählungen über den ‚Mongolensturm‘ und den ‚Fall Konstantinopels‘ im Vergleich. Ab September 2008 war sie assoziiertes Mitglied des Universitären Forschungsschwerpunkts (UFSP) Asien und Europa der Universität Zürich. Ab Juli 2010 war sie Oberassistentin am Historischen Seminar der Universität Zürich. An der Universität Bonn wurde sie 2017 zur Professorin (W2) ernannt. Im Jahr 2018 wurde sie auf eine Assistenzprofessur mit Tenure Track an das Institut für Wirtschafts- und Sozialgeschichte (WISO) der Universität Wien berufen. Dort lehrt sie seit 2019 als Associate Professor für Wirtschafts- und Sozialgeschichte des Spätmittelalters und der Frühen Neuzeit.
Ihre Forschungsschwerpunkte sind Sklaverei im Mittelmeerraum der Vormoderne, soziale Abhängigkeiten im vorindustriellen Europa, unfreie Arbeit in globalhistorischer Perspektive, Historische Semantik, Mikrogeschichte und die Verflechtungsgeschichte. In ihrer Dissertation befasst sie sich mit dem Mongolensturm (1241) und dem Fall Konstantinopels (1453), die „nur das Schockerleben und die nachfolgende Ereigniswerdung als gemeinsames tertium comparationis verbindet“. Sie nimmt dabei „Aushandlungsprozesse zwischen einem Geschehen und seiner Deutung, zwischen einer Information und ihrer gedanklichen Bewältigung“ in den Blick. Ihr geht es um die Frage, „wie aus den Nachrichten von der mongolischen Expansion und der osmanischen Eroberung Konstantinopels Ereignisse wurden“. Die behandelten Texte stammen von Dominikanern aus Frankreich, Italien, Ungarn und Spanien. Die Autoren verbrachten Phasen ihres Lebens entweder im Heiligen Land, in Anatolien, am Schwarzen Meer oder in der Ägäis. Die Schriftzeugnisse unterzieht Schiel „als Erzählungen von Geschehenem einer mehrstufigen, vergleichenden Wortfeld- und Textanalyse“. Sie legt in dieser Arbeit auch eine kritische Edition und Übersetzung der bisher nicht zugänglichen Kreuzzugsrede des Bischofs Jacobus Campora von Caffa an Kaiser Friedrich III. aus dem Jahr 1455 auf der Grundlage von sechs Handschriften vor. Schiel kann zeigen, dass die von ihr untersuchten Autoren über ein Bündel von Bewältigungsmöglichkeiten verfügten, „das auf die mongolische Herausforderung ebenso anwendbar war wie auf die osmanische und dessen Gebrauch durch Predigerbrüder des 13. Jahrhunderts sich nicht wesentlich unterschied von demjenigen ihrer Ordensgenossen im 15. Jahrhundert“. Schiel unterscheidet zwischen „Strategien der Entdramatisierung: Geschehen bleibt Geschehen“, „Strategien der Wissensorganisation: vom Geschehen zur Erzählung“, „Strategien der logischen Durchdringung: vom Geschehen zum Argument“ sowie schließlich „Strategien der Überwindung: vom Geschehen zur Geschichte“. Mit ihrer Arbeit lieferte Schiel „Impulse für die weitere Beschäftigung mit Fremdheits- und Krisendiskursen“.

## Schriften (Auswahl)
Monographien
- Mongolensturm und Fall Konstantinopels. Dominikanische Erzählungen im diachronen Vergleich (= Europa im Mittelalter. Band 19.). Akademie Verlag, Berlin 2011, ISBN 978-3-05-005135-2.

Herausgeberschaften
- mit Stefan Hanß: Mediterranean slavery revisited (500–1800). Neue Perspektiven auf mediterrane Sklaverei (500–1800). Chronos-Verlag, Zürich 2014, ISBN 978-3-0340-1233-1.
- mit Michael Borgolte, Bernd Schneidmüller: Mittelalter im Labor. Die Mediävistik testet Wege zu einer transkulturellen Europawissenschaft (= Europa im Mittelalter. Band 10). Akademie Verlag, Berlin 2008, ISBN 978-3-05-004373-9.